# Złotki-Przeczki
Złotki-Przeczki [ˈzwɔtki ˈpʂɛt͡ʂki] es un pueblo ubicado en el distrito administrativo de Gmina Boguty-Pianki, dentro del Condado de Ostrów Mazowiecka, Voivodato de Mazovia, en el este de Polonia central. Se encuentra aproximadamente a 3 kilómetros al noreste de Boguty-Pianki, a 37 kilómetros al este de Ostrów Mazowiecka, y a 115 kilómetros al noreste de Varsovia.
El pueblo tiene una población de 110 habitantes.